# Issac
Issac là một xã của Pháp, nằm ở tỉnh Dordogne trong vùng Aquitaine của Pháp.

## Thông tin nhân khẩu
| Năm    | 1962 | 1968 | 1975 | 1982 | 1990 | 1999 | 2005 |
| ------ | ---- | ---- | ---- | ---- | ---- | ---- | ---- |
| Dân số | 526  | 472  | 408  | 354  | 389  | 385  | 376  |